# Robert Tarjan

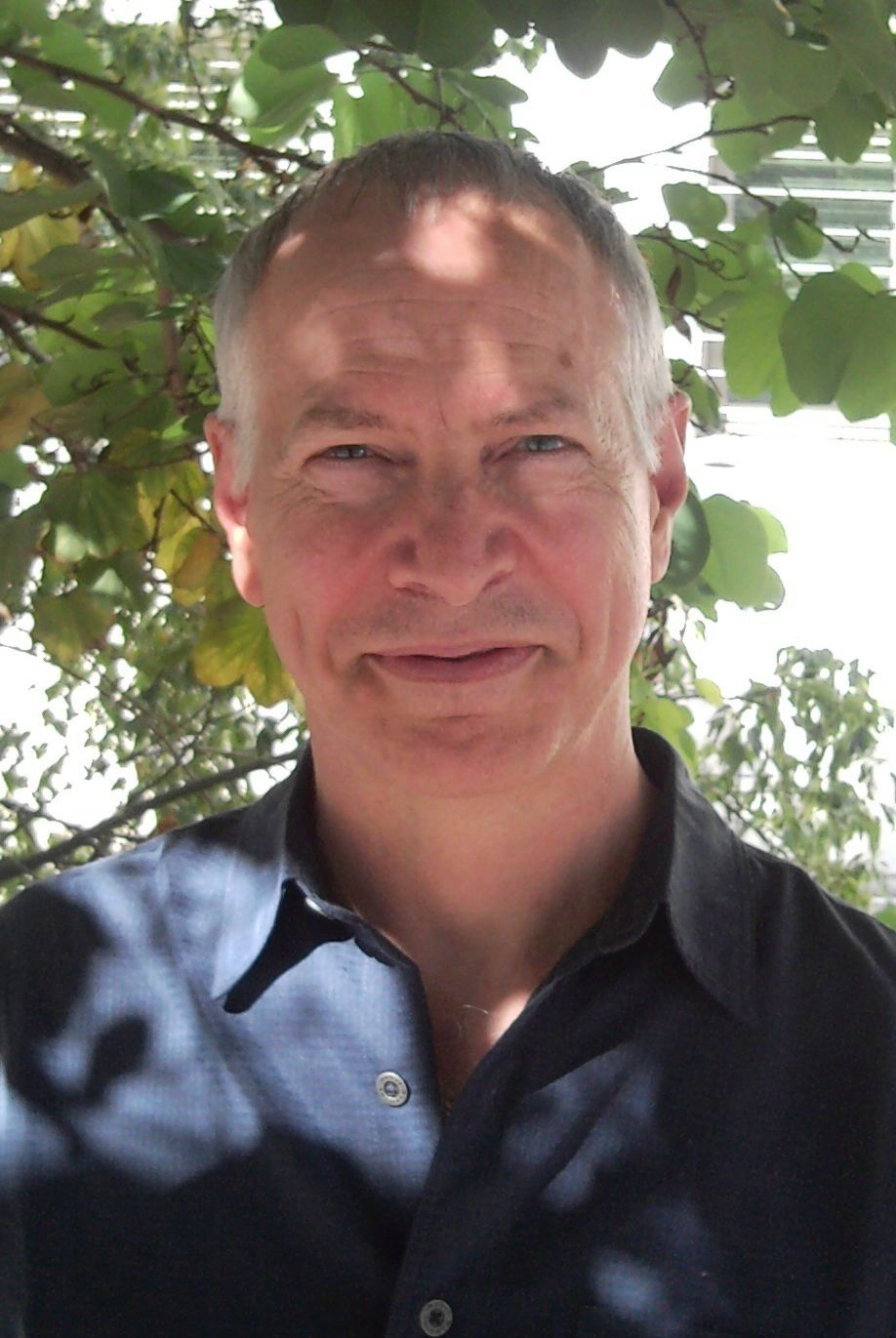
Robert Tarjan 2010

Robert Endre „Bob“ Tarjan (* 30. April 1948 in Pomona, Kalifornien) ist ein US-amerikanischer Informatiker. 1986 wurde er zusammen mit John E. Hopcroft für das Design und die Analyse von Algorithmen und Datenstrukturen mit dem Turing Award ausgezeichnet.

## Leben
Tarjan studierte am Caltech im kalifornischen Pasadena Mathematik und schloss das Bachelor-Studium 1969 ab. Er wechselte an die Stanford University, wo er 1971 seinen Master in Informatik und 1972 seinen Ph.D. in Informatik mit dem Nebenfach Mathematik machte. Seine Thesis An Efficient Planarity Algorithm wurde von Robert Floyd betreut, die Vorlesungen von Donald Ervin Knuth.
Anschließend war er für ein Jahr wissenschaftlicher Mitarbeiter an der Cornell University, dann für zwei Jahre Miller Research Fellow an der University of California, Berkeley, und von 1974 bis 1977 wissenschaftlicher Mitarbeiter und dann bis 1980 außerordentlicher Professor für Informatik an der Stanford University. 1981 bis 1985 war er außerplanmäßiger Professor an der New York University. Seit 1985 ist er James S. McDonnell Distinguished University Professor of Computer Science an der Princeton University. Von 1989 bis 1994 und wieder seit 2001 ist er dort auch Co-Director des National Science Foundation Center for Discrete Mathematics and Theoretical Computer Science. 1996 war er Gastprofessor am MIT.
Parallel begann er 1980 auch eine Karriere in der Industrie, war zunächst bis 1989 Member of Technical Staff bei den AT&T Bell Laboratories, dann bis 1997 Fellow des NEC Research Institute, und danach bis 2001 Chefwissenschaftler von InterTrust Technologies. Im Jahr 2002 war er kurzzeitig Corporate Fellow von Compaq und wurde bei dessen Übernahme durch Hewlett-Packard dort Chefwissenschaftler, ab 2003 dann Senior Fellow.
Unter Tarjans 25 Doktoranden sind auch die Deutschen Thomas Lengauer und Monika Henzinger.

## Werk
Er ist bekannt für die Entwicklung und Analyse von Algorithmen insbesondere für Graphen und Netzwerke.
Nach ihm sind verschiedene Algorithmen benannt:
- Algorithmus von Tarjan zur Bestimmung starker Zusammenhangskomponenten[1]
- Algorithmen von Hopcroft und Tarjan[2]
- Goldberg-Tarjan-Algorithmus zur Bestimmung eines maximalen s-t-Flusses[3]
- Von ihm stammt ein nach ihm benannter Algorithmus zur Bestimmung der Lowest Common Ancestors zweier Knoten in einer Baumstruktur.[4] 1983 verbesserten Harold N. Gabow und Tarjan den Algorithmus auf Ausführung in linearer Zeit.[5]

Von ihm und Harold N. Gabow stammt der schnellste Algorithmus für Matching auf gewichteten Graphen. Mit Manuel Blum, Robert Floyd, Vaughan Pratt und Ron Rivest entwickelte er 1973 einen approximativen Selektionsalgorithmus (Bestimmung der k-ten kleinsten Zahl in Listen und Arrays), den median of median Algorithmus. Von ihm stammt auch eine Analyse und Schranken der Zeit-Komplexität der Algorithmen zur Union-Find-Struktur. Mit Andrew V. Goldberg eröffnete er 1988 einen neuen Zugang zum Problem maximaler Netzwerkflüsse.
Mit David R. Karger und Philip Klein fand er 1995 einen randomisierten, in der Zeit linearen Algorithmus zur Bestimmung minimaler Spannbäume (MST-Problem). Er basiert auf dem Algorithmus von Borůvka. Für die Analyse von Algorithmen zu MST entwickelte er eine Färbemethode (siehe Algorithmus von Tarjan zur Bestimmung eines minimalen Spannbaumes).
Daneben führte er auch die Datenstrukturen Fibonacci-Heap und Splay-Baum ein. Fibonacci-Heaps wandte er auf die Optimierung von Netzwerkflüssen an.

## Auszeichnungen
- 1978–1979: Guggenheim-Stipendium
- 1983: Nevanlinna-Preis (Preisvortrag auf dem ICM in Warschau: Efficient algorithms for network optimization)
- 1984: NAS Award for Initiatives in Research; Frederick-W.-Lanchester-Preis[14]
- 1985: Fellow der American Academy of Arts and Sciences
- 1986: Turing Award
- 1987: Member der National Academy of Sciences
- 1988: Member der National Academy of Engineering
- 1990: Fellow der American Association for the Advancement of Science und Member der American Philosophical Society
- 1994: Fellow der ACM und der New York Academy of Sciences
- 1999: Paris Kanellakis Award mit Sleator für den Slay-Baum
- 2004: Blaise-Pascal-Medaille
- 2009: Fellow der Society for Industrial and Applied Mathematics

## Schriften
- Data Structures and Network Algorithms, CBMS 44, Society for Industrial and Applied Mathematics, Philadelphia, PA, 1983, ISBN 0-89871-187-8.
- mit G. Polya, D. R. Woods: Notes on Introductory Combinatorics. Birkhäuser, Boston, MA, 1983.